# Cavinti
Cavinti là một đô thị hạng 4 ở tỉnh Laguna, Philippines. Cavinti toạ lạc ở chân đồi của dãy núi Sierra Madre. Theo điều tra dân số năm 2000 của Philipin, đô thị này có dân số 19.494 người trong 4.473 hộ.

## Các đơn vị hành chính
Cavinti được chia ra 19 barangay.
| - Anglas - Bangco - Bukal - Bulajo - Cansuso - Duhat - Inao-Awan - Kanluran Talaongan - Labayo - Layasin | - Layug - Mahipon - Paowin - Poblacion - Sisilmin - Silangan Talaongan - Sumucab - Tibatib - Udia |